# Гармуніт
Гармуніт — мінерал класу оксидів, що належить до групи марокіту. Названий за своєю типовою місцевістю — родовище Джебель-Гармун, Палестина.

## Характеристики
Гармуніт — оксид кальцію та заліза із хімічною формулою CaFe2O4. Це мінеральний вид, затверджений Міжнародною мінералогічною асоціацією, та вперше опублікований у 2014 році.
Кристалізується в ромбічній системі. Твердість за Віккерсом становить vhn50 = 655 кг/мм².
Зразок, який використовувався для визначення виду, так званий типовий матеріал, зберігається в Санкт-Петербурзькому університеті під каталожним номером 1/19518.

## Утворення і родовища
Виявлений у родовищі Джебель-Гармун, в провінції Єрусалим (Західний берег, Палестина), де він асоціюється з іншими мінералами, такими як яліміт, тернезит, сребродольскіт, магнезіоферит, ларніт, ґеленіт, флуормаєніт, флуорлестадит або кальціолангбейніт. Також був описаний у наступній формації Хатрурим, а також в Ізраїлі, Німеччині, Польщі та Росії.